# All In with Cam Newton
All In with Cam Newton es una serie reality de televisión estadounidense recibida por el estratega de la estrella de Carolina Panthers, Cam Newton. Se estrenó el 3 de junio de 2016.

## Premisa
Newton ayuda a los niños a lograr sus sueños. Cualquiera que sea su sueño, los expertos en ese campo son reclutados para ayudarles a aprender y mejorar.
El show ha tenido apariciones especiales de personas como Lisa Leslie, Tom Kenny, Sutton Foster y la primera dama Michelle Obama.

## Producción
Las grabaciones de la serie comenzaron el 7 de diciembre de 2015 y finalizaron el 20 de mayo de 2016 con 20 episodios producidos para la primera temporada. Las grabaciones de la segunda temporada iniciarán en marzo de 2017.
- Datos: Q25631074